# الجندي المجهول (فلم 1955)
الجندي المجهول (بالفنلندية: sotilas Tuntematon) فيلم فنلندي من إخراج إدفين لايني، عرض لأول مرة في ديسمبر عام 1955. يستند الفيلم على رواية الجندي المجهول لفاينو لينا. تدور أحداث القصة حول حرب الاستمرار بين فنلندا والاتحاد السوفياتي من وجهة نظر الجنود الفنلنديين العاديين. كان الفيلم ولا يزال الفيلم الأكثر نجاحاً على الإطلاق في فنلندا؛ فقد شاهده حوالي 2.8 مليون، أي أكثر من نصف سكان البلاد في المسارح.
في سنة 1985 أخرج راوني مولبيرغ نسخة جديدة من الفيلم.
منذ سنة 2000 تبث قناة أوليسراديو الثانية الفيلم سنوياً في يوم استقلال فنلندا.

## من الشخصيات
- فيكو سينيسالو بدور العريف أوريو لهتينن
- تاونو بالو بدور الرائد ساراستي

## روابط خارجية
- مقالات تستعمل روابط فنية بلا صلة مع ويكي بيانات